# Der Todesmutige
Der Todesmutige ist ein Abenteuerfilm, der 1965 in südafrikanisch-US-amerikanischer Co-Produktion entstand.

## Handlung
Afrika im 19. Jahrhundert. Ein Jäger bereitet eine Safari in den afrikanischen Dschungel vor. Die Grobheit der Safariteilnehmer veranlasst die „Eingeborenen“ eines Stammes, dessen Gebiet die Safari berührt, anzugreifen. Bis auf den Jäger werden alle Weißen gefangen genommen und zu Tode gefoltert. Der Jäger bekommt die „Chance des Löwen“, ein altes Überlebensspiel, bei dem die Eingeborenen den Gefangenen jagen. Jäger sind nur Eingeborene, die mindestens zehn Löwen getötet haben.
Der weiße Jäger versucht, seine Verfolger abzuhängen. Um nicht zu verhungern, isst er rohe Pflanzen, Schlangen und erbeutete Nahrung. Mit List schafft er es immer wieder, einer drohenden Umzingelung zu entkommen. Es kommt zu Kämpfen mit seinen Verfolgern, bei denen er einige der Eingeborenen tötet. Nach tagelanger Verfolgung sichtet der Jäger eine Missionsstation. Mit knapper Not kann er sich in die Station und in Sicherheit retten. Als er zurückschaut, sieht er den Stammeshäuptling, der ihn zum Abschied voller Respekt grüßt.

## Kritik
Das Lexikon des internationalen Films beschrieb den Film als „spannender Abenteuerfilm mit einigen Härten, der einige schöne Landschaftsaufnahmen zu bieten hat und auch in anderer Hinsicht über dem Gros des Genres liegt“.
Dave Kehr vom Chicago Reader empfand den Film als einigermaßen anspruchsvoll und gut gefilmt.
Für Ken Hanke vom Mountain Xpress war es offensichtlich, dass der Film mehr als bloßes Dschungelabenteuer sein wollte. Aber auch die rote Farbe als Blutersatz mache ihn nicht überzeugender als der durchschnittliche Tarzanfilm. Als Abenteuer sei er unterhaltsam.

## Auszeichnungen
1967 wurden Clint Johnston und Don Peters in der Kategorie Bestes Originaldrehbuch für den Oscar nominiert.

## Hintergrund
Der Film ist eine der wenigen US-Produktionen, die in Deutschland früher erschienen (17. Februar 1966) als in den USA selber (14. Juni 1966).
Gedreht wurde im Kruger-Nationalpark in Südafrika und den damaligen britischen Kolonien Südrhodesien (heute Simbabwe) und Betschuanaland (heute Botswana).
Der Film wurde von Sven Perssons Films und Theodora Productions produziert. Es stand ein geschätztes Budget von 900.000 US-Dollar zur Verfügung. Den Vertrieb übernahm Paramount Pictures, die Fernsehrechte bekam der Sender ABC zugesprochen.
Das Drehbuch erzählte ursprünglich die Geschichte des Trappers John Colter, der von Blackfoot-Indianern angegriffen und gefangen genommen wurde. Sie ließen ihn (angeblich) um sein Leben laufen, wobei Colter ihnen entkommen konnte. Geringere Kosten und logistische Unterstützung, die von der südafrikanischen Regierung zugesichert wurden, führten dazu, dass das Drehbuch auf afrikanische Verhältnisse umgeschrieben wurde.